# Stadtgericht Mühlhausen
Das Stadtgericht Mühlhausen war bis 1844 ein preußisches Land- und Stadtgericht mit Sitz in Mühlhausen.

## Geschichte
Das genaue Datum der Gründungsurkunde ist unbekannt; die Stadt wurde ungefähr um 1327 durch den Elbinger Komtur des Deutschen Ordens Hermann von Öttingen gegründet. Die sogenannte Handfeste wurde 1338 von Siegried von Sicken erneuert und 1404 ein weiteres Mal. Entsprechend ist unklar, wann genau die Stadt Gerichtsrechte erhielt. Das Stadtgericht Mühlhausen war ab 1808 ein Gericht 2. Klasse im Sprengel des Oberlandesgerichts Königsberg.
1837 umfasste der Gerichtsbezirk die Stadt Mühlhausen mit 1443 Gerichtseingesessenen sowie das Dorf Lohberg mit 208 Gerichtseingesessenen (zusammen also 1651 Gerichtseingesessene). Am Gericht waren ein Stadtrichter und ein Unterbeamter beschäftigt.
Im Jahr 1844 wurde das Stadtgericht Mühlhausen aufgelöst und sein Sprengel dem Land- und Stadtgericht Preußisch Holland zugeordnet. Nach der Märzrevolution wurden 1849 einheitlich Kreisgerichte gebildet. In Mühlhausen entstand die Gerichtskommission Mühlhausen des Kreisgerichts Mohrungen.